# Giacomo Delai il Giovane
Giacomo Delai (ca. 1600 – Bolzano, 12 novembre 1675) è stato un architetto italiano del periodo barocco, attivo in Alto Adige.

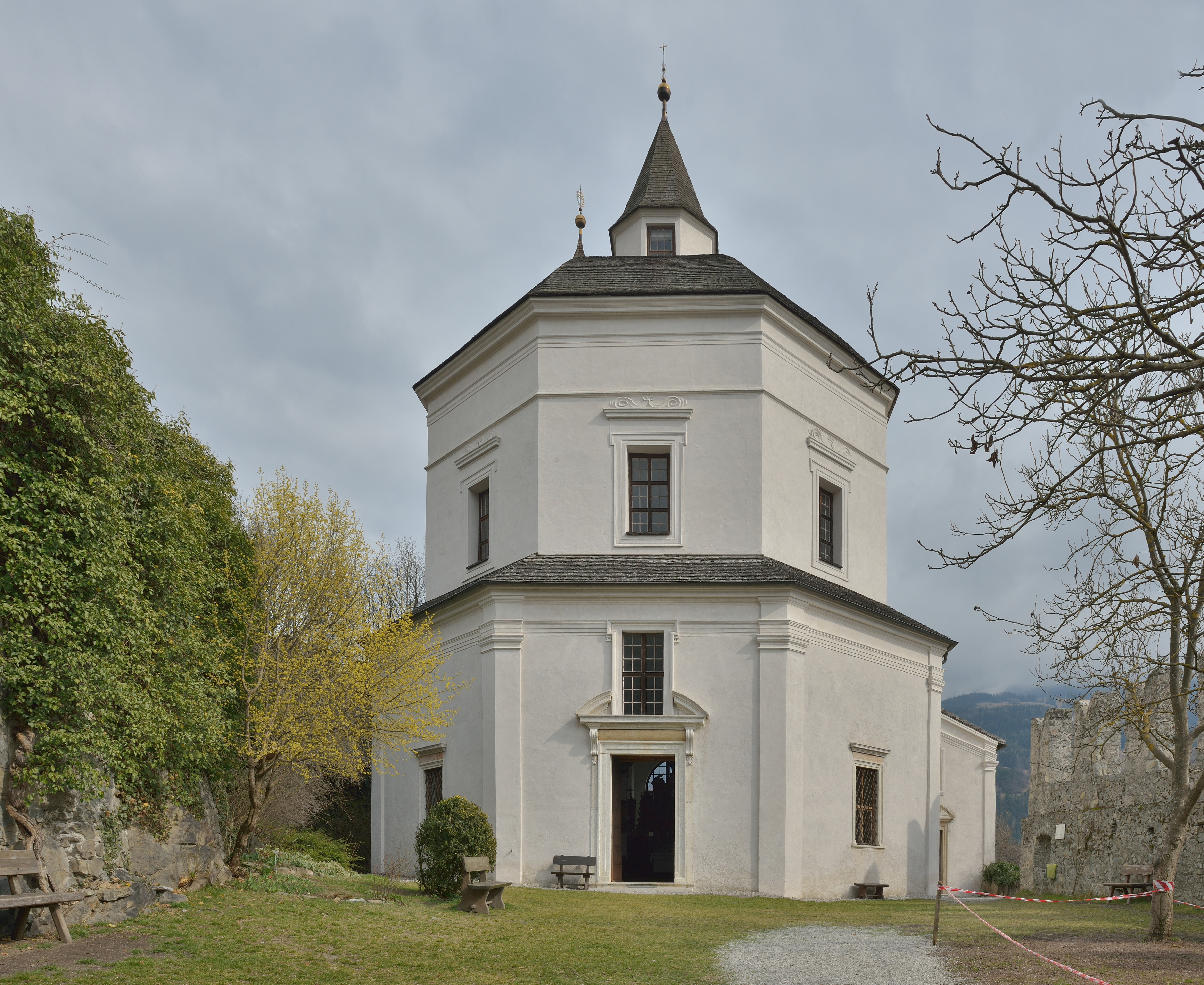
Cappella del Santo Sepolcro a Bolzano

Apparteneva a una famiglia di architetti, costruttori e decoratori della valle d'Intelvi (e precisamente dal paese di Scaria) che si trasferì in Tirolo, ed in particolare a Bolzano. Venne conosciuto come Giacomo Delai il Giovane per distinguerlo dal padre (Giacomo Delai il Vecchio) che è considerato il capostipite di uno dei rami di un gruppo familiare ben più vasto.
Dopo aver compiuto alcuni viaggi di studio, si stabilì a Bolzano dove divenne mastro muratore nel 1630 e successivamente, nel 1645, fu nominato architetto civico. Ebbe due figli, Andrea e Pietro che collaborarono ai suoi cantieri.
La sua prima realizzazione fu, probabilmente la chiesa della Vergine a Termeno a pianta esagonale e che è andata distrutta.
L'opera più importante di Giacomo Delai è la chiesa della Vergine nel monastero di Sabiona, a pianta ottagonale con quattro cappelle e cupola, secondo un tipo edilizio di origine lombarda che la famiglia Delai introdusse in Alto Adige. Vi lavorò a partire dal 1652 assistito dal figlio Andrea.
Numerose sono le costruzioni a lui attribuite, in particolare edifici sacri, anche se la compresenza sui cantieri di altri tecnici e dei familiari rende difficile assegnare l'effettiva responsabilità dei progetti.
Morì a Bolzano e fu sepolto nella chiesa dei francescani a Bolzano.